# NGC 5815
NGC 5815 é uma galáxia espiral (Sb) localizada na direcção da constelação de Libra. Possui uma declinação de -16° 50' 02" e uma ascensão recta de 15 horas, 00 minutos e 29,1 segundos.
A galáxia NGC 5815 foi descoberta em 1886 por Frank Leavenworth.